# Seznam zápasů slovinské fotbalové reprezentace na MS
Slovinská fotbalová reprezentace byla celkem 2x na mistrovstvích světa ve fotbale a to v letech 2002, 2010.
- Aktualizace po MS 2010 - Počet utkání - 6 - Vítězství - 1x - Remízy - 1x - Prohry - 4x

| Číslo | Soupeř                | Výsledek | MS      | Fáze turnaje       | Góly Slovinska                   |
| ----- | --------------------- | -------- | ------- | ------------------ | -------------------------------- |
| 1.    | Španělsko             | 1 – 3    | MS 2002 | základní skupina B | Sebastjan Cimirotič              |
| 2.    | Jihoafrická republika | 0 – 1    | MS 2002 | základní skupina B | Ne                               |
| 3.    | Paraguay              | 1 – 3    | MS 2002 | základní skupina B | Milenko Ačimovič                 |
| 4.    | Alžírsko              | 1 – 0    | MS 2010 | základní skupina C | Robert Koren                     |
| 5.    | USA                   | 2 – 2    | MS 2010 | základní skupina C | Valter Birsa, Zlatan Ljubijankić |
| 6.    | Anglie                | 0 – 1    | MS 2010 | základní skupina C | Ne                               |